# ヘルマン2世 (ヴィンツェンブルク伯)
ヴィンツェンブルク伯ヘルマン2世（Hermann II. von Winzenburg, 1110年ごろ - 1152年1月29日）は、中世ドイツの領邦君主の1人で、ヴィンツェンブルク伯。ヴィンツェンブルク伯ヘルマン1世とヘートヴィヒ・フォン・アッセル＝ヴォルティンゲローデの長男。マインツ大司教アダルベルト1世の側近をつとめた。

## 生涯
1122年に祖母マティルデの兄弟ラインハウゼン伯ヘルマン3世が死去し、父あるいはヘルマン2世がラインハウゼン伯、ライネガウ伯およびラインハウゼン修道院のフォークトの位を継承した。父が領地に戻った後も、ヘルマン2世はラインラント、おそらくマインツにとどまった。1138年以降、ヴィンツェンブルク伯家はヴェルフ家と対立するコンラート3世に気に入られ、プレッセ城を与えられた。
ヘルマンはマインツ大司教の封臣として、継承戦争でヴェルフ家およびノルトハイム家と対立したが、1140年にノルトハイム家とは和解し、1144年のボーメネブルクおよびボイネブルク継承への道を開いた。1144年4月27日にボイネブルク伯ジークフリート4世（ノルトハイム家）が亡くなり、ヘルマン2世の弟であるアッセル伯ハインリヒはまもなくジークフリート4世の未亡人であるリヒェンツァと結婚し、遺産の一部を手に入れた。しかし、ホンブルクを含む領地の大部分は、多額の資金を持っていたヘルマンがジークフリートの相続人から取得した。こうして兄弟はボイネブルク家の広大な領地を手に入れた。同年、コンラート3世はヴィンツェンブルク家をより確実に自らの王位の下に留めるために、ジークフリート4世が帝国からの封土として有していた伯爵領とその領主権を彼らに与えた。ヘルマンらはまた、ジークフリートがマインツ大司教区や他の教会領で保持していた領地を確保することができた。マインツの領地がヘルマンらにとっていかに重要であったかは、ヘルマンらが大司教区にラインハウゼン修道院を与え、自身が取得したノルトハイム修道院を割譲したということで明らかである。コンラート3世は、シュターデの遺産問題で譲歩せざるを得なかったことから、南ザクセン地方における領土関係に関する規定をボイネブルク家の断絶後に制定している。これ以降、ヴィンツェンブルク家はヴェルフ家に対抗する強力な勢力を形成することができた。
ヘルマン2世は以後もコンラート3世に付き従うようになり、1142年にコンラート3世の異父妹に当たるエリーザベトと結婚し、義兄弟となった。彼はそれ以来高位の諸侯に準ずる扱いとなり、いつもコンラート3世に最も親密な随員として姿を現し、多くの王の記録において立会人となっている。しかし、ハルバーシュタット司教やコルヴァイ大修道院長と、封土を不当にも与えないなどといった問題で常に抗争状態にあった。1150年5月8日、ヘルマン2世はこうした圧力により、ヒルデスハイムの所領を譲った。それでも、支配領域はライネ川中流域からヘッセン北部及びアイヒスフェルトに及んだ。
1152年1月29日の夜、ヘルマン2世の尊大な性格を嫌っていたヒルデスハイムの教会の一派がヴィンツェンブルクに押し入り、ヘルマン2世と2番目の妻リウトガルトと義兄弟のガッティンを殺害した。殺害者の1人は1156年に斬首されたが、他の者、ボーデンブルク伯ハインリヒは決闘による神の裁きに打ち勝ち、ハレのノイヴェルク修道院に入った。
ヘルマン2世には娘しかなく、弟のハインリヒも1146年に亡くなっていたのでヴィンツェンブルク家は断絶、アルブレヒト熊公とハインリヒ獅子公が遺領を請求したが、ドイツ王フリードリヒ1世の裁定で、ノルトハイム伯爵家の母方の血統からハインリヒ獅子公がホンブルクを手に入れた（ハインリヒ獅子公の母方の祖母はリヒェンツァ・フォン・ノルトハイム）。

## 結婚

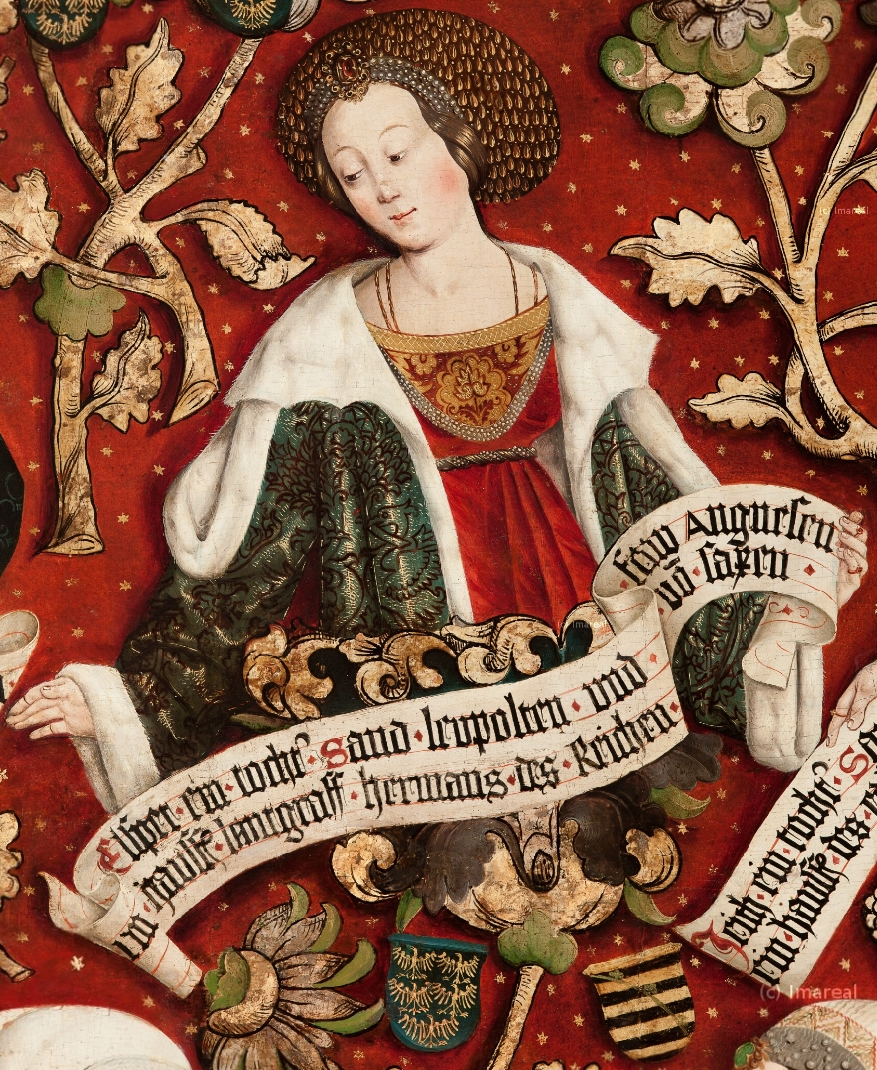
妃エリーザベト・フォン・エスターライヒ

1142年、バーベンベルク家のオーストリア辺境伯レオポルト3世とアグネス・フォン・ヴァイプリンゲン（ローマ皇帝ハインリヒ4世の娘）の娘エリーザベト（1124年 - 1143年、キントベット）と結婚。エリーザベトはコンラート3世の異父妹に当たる。翌1143年に死去、子供はいない。
1148年、ノルトマルク辺境伯ルドルフ1世の娘リウトガルト・フォン・シュターデ（1152年没）と再婚。リウトガルトは1144年にフリードリヒ2世・フォン・ゾンマーシェンブルク（ザクセン宮中伯フリードリヒ6世）と離婚後、デンマーク王エーリク3世と再婚したが、1146年にエーリク3世に先立たれていた。夫妻は3人の子供を儲けた。
- 娘（1149年 - 1204年） - シュヴァルツブルク伯ハインリヒ1世と結婚、ヴェッティン伯ウルリヒ1世と再婚。
- 娘（1150年 - ?） - エストリズセン朝デンマーク王子ブリッツ・ヘンリクソン（スウェーデン王マグヌス2世弟）と結婚
- ヘートヴィヒ（1151年 - ?）